# Гипертропия
 Гипертропия  — смещения  глаз (косоглазие), в результате чего визуального ось одного глаза направлена выше точки фиксации взгляда.  Гипотропия  —  аналогичное условие, когда  визуальная ось направлена ниже точки фиксации взгляда. Диссоциация вертикального отклонения является особым типом гипертропии, ведущей к медленному  дрейфу вверх одного или редко обоих глаз, как правило, когда пациент невнимателен.

## Причины
Гипертропия может быть либо врождённой либо приобретённой, и перекосы — следствие дисбаланса  экстраокулярной мышечной функции. Верхняя прямая, нижняя прямая, верхняя косая  и нижняя косая мышцы влияют на вертикальное движение глаз . Эти мышцы могут обладать  паретическим, ограничительным (фиброз) или гиперактивным эффектом. Врождённые случаи могут иметь порок развития, из-за неправильной мышечной структуры, как правило, атрофии/гипертрофии мышц или редко, отсутствия мышц и неправильного размещения. Конкретные и распространённые причины включают:
- Прямой косой паралич / Врождённый  паралич четвертого нерва
- Сверхактивность нижней косой мышцы
- Синдром Брауна (англ. Brown )
- Синдром отвода Дуэйна (англ. Duan)
- Паралич обеих поднимающих мышц
- Фиброз прямой мышцы при болезни Грейвса (чаще всего с участием нижней прямой мышцы)
- Хирургическая травма на вертикальных мышцах (например, во время хирургии выпучивания склеры или хирургии катаракты, вызвавшей  ятрогенную травму вертикальных мышц).

Внезапное начало гипертропии в средней возрасте и у пожилых взрослых может быть связано с сжатием блокового нерва и массового эффекта от опухоли, требует  срочных изображений  мозга с помощью МРТ для локализации поражённого пространства. Это также может быть связано с инфарктом кровеносных сосудов, снабжающих нерв, из-за диабета и атеросклероза. В других случаях это может быть связано с аномалией нервно-мышечной передачи, т. е. миастенией.

## Сопутствующие дефекты
Аномалии рефракции, такие как дальнозоркость и анизометропия могут быть связаны с нарушениями, обнаружеными у пациентов с вертикальным косоглазием. Вертикальная дискоординация между двумя глазами может привести к:
- Связанной с косоглазием амблиопии , (из-за лишения/подавления отклонения глаза)
- Косметическому дефекту (наиболее заметному родителям маленького ребёнка и на фотографиях)
- Повороту лица, в зависимости от направления взгляда даже при наличии бинокулярного зрения
- Диплопии или двойному зрению, чаще наблюдается у взрослых  — механизмы  их головного мозга не сортируют изображения от двух глаз.
- Циклотропии — циклоторсиональному отклонению глаз (вращение вокруг зрительной оси), в частности, когда основной причиной является парез косой мышцы  в результате чего возникает гипертропия.

## Лечение
В общем, к косоглазию можно подойти и обработать различными процедурами. В зависимости от конкретного случая, варианты лечения включают в себя:
- Коррекцию аномалий рефракции с помощью очков
- Призматическую терапию (при хорошей переносимости, для коррекции диплопии)
- Использование глазной повязки (в основном для управления амблиопией у детей и диплопии у взрослых)
- Инъекции ботулинического  токсина
- Хирургическую коррекцию

Хирургической коррекцией  гипертропии желательно достичь бинокулярности, возможности управления диплопией и/или устранить косметический дефект. Шаги для достижения  зависит от механизма гипертропии и идентификации раздражителей мышц, вызывающих смещение. Существуют различные описанные  хирургические процедуры, которые должны быть предложены после тщательного изучения глаз, в том числе подробной ортоптической экспертизы с акцентом на нарушения  глазной моторики и визуального состояния. Специально обученные детские офтальмологи и хирурги косоглазия  лучше оснащены для использования этого комплекса  процедур.